# Stenostoma cossyrense
Stenostoma cossyrense is een keversoort uit de familie schijnboktorren (Oedemeridae). De wetenschappelijke naam van de soort is voor het eerst geldig gepubliceerd in 1995 door Bologna.